# Ugia trigonalis
Ugia trigonalis là một loài bướm đêm trong họ Erebidae.